# Conistra obscurospadicea
Conistra obscurospadicea là một loài bướm đêm trong họ Noctuidae.